# Carlos Mario Marín Correa
Carlos Mario Marín Correa (Manizales, 5 de mayo de 1991) es un politólogo colombiano, especialista en Alta Gerencia y magíster en Desarrollo regional y Planeación del Territorio. Se desempeñó desde  el 1 de enero del 2020 al 31 de diciembre de 2023 como alcalde de Manizales.

## Biografía
Es hijo de Carlos Alberto Marín, locutor y exconcejal de Neira por el Partido Liberal, y Martha Lucía Correa, contadora ). Cursó sus estudios en el Colegio Franciscano Agustín Gemelli de donde fue personero estudiantil y obtuvo el título de bachiller académico en 2008. Realizó estudios superiores de Ciencias Políticas en la Universidad Autónoma de Manizales. En esta institución fue un representante estudiantil ante el Consejo Superior.
Durante su instancia como personero fue adscrito al Nuevo Partido. Se dio a conocer durante una campaña de Antanas Mockus, desde entonces pasó a formar parte del partido político Alianza Verde.
Fue presidente de la Federación Nacional de Representantes Estudiantiles (Fenares) en el periodo 2010-2011. También fundador del movimiento ciudadano #LaBiciEstáDeModa y director de la Oficina de la Bici 2014–2015. Ganó el premio Joven Político Influyente Global Shapers 2014.

## Alcaldía de Manizales
Marín Correa fue concejal de Manizales en el periodo 2016-2019. Como funcionario público trabajó por la defensa de la Reserva de Río de Blanco. Durante 2019 se oficializó su candidatura a la alcaldía de Manizales por el Partido Alianza Verde con el apoyo del Partido de la U; En las elecciones regionales de Colombia de 2019 fue elegido alcalde de Manizales para el período 2020-2023. Marín Correa obtuvo un total de 75 697 votos (41.21%).
El acto de posesión se realizó en la Universidad Autónoma de Manizales con la participación de los gobernantes del Eje Cafetero.
Durante su gestión como alcalde participó en la Conferencia de las Naciones Unidas sobre el Cambio Climático de 2021 donde abordó temas relacionados con la protección del medioambiente y mantuvo reuniones con mandatarios de varias ciudades de América y con Carlos III del Reino Unido, donde hablaron temas sobre cooperación británica con países de Latinoamérica.
Como funcionario público realizó proyectos estratégicos  como la movilidad sostenible, Ciudad Educadora, ciudad competitiva, Vivienda y Hábitat y Acción por el clima y la ejecución de la restauración de la obra del colegio Juan XXIII de Manizales. Ejecutó la Línea 3 del Cable Aéreo, la Planta de Tratamiento de Aguas Residuales, Los Cámbulos, el Sistema Integrado de Transporte Público.
En 2020 destinó más de $1.000 millones de pesos para la sexagésima cuarta Feria de Manizales donde asistieron 500 mil personas. En 2020 ejecutó planes para afrontar la crisis sanitaria generado por la pandemia de coronavirus, y reaperturó los empleos locales.
En 2020 tramitó el plan de gobierno Manizales más grande para el período 2020-2023, que conforma Visión de Ciudad 2030.
En 2020 gestionó el plan de desarrollo Manizales 2020-2023 mediante el Acuerdo n.º 1053, que conforma Ciudad del Desarrollo Humano con Equidad, Ciudad Competitiva con Empleo e Innovación, Ciudad Sostenible y Resiliente, Ciudad Conectada, Gobernanza con Transparencia.
Desde el Banco de Desarrollo Empresarial de Colombia «Bancóldex» se destinaron 120.000 millones para los 26 municipio de Caldas, a través de la Gobernación del departamento y de las alcaldías de sus municipios para reactivar las empresas posterior a la pandemia, entre los cuales se benefició Manizales.
En 2021 efectuó el pacto de reactivación económica y crecimiento de Manizales, donde destinó $787 mil millones de pesos colombianos, entre los proyectos mencionados en el Pacto de Reactivación Económica se encuentran el intercambiador vial Los Cedros proyecto que fue suspendido a finales del 2022 con la liquidación del contratista después de 7 meses de contrato y 1% de ejecución, durante el 2023 a 3 meses de finalizar el mandato del Alcalde Marín el proyecto apenas contaba con un 30% de avance. También se resalta el Bulevar de la calle 48, parte del plan de reactivación que al final de su ejecución presentó un sobrecosto del 300%, también el Bulevar de la calle 19, otra obra que compone este plan, cuenta con retrasos y sobrecostos. Cabe mencionar que componían parte de este plan las obras de infraestructura deportiva que aportaría Manizales para los Juegos Nacionales de 2023, obras que no cumplieron el cronograma, presentaron irregularidades en los contratos y se encuentran actualmente bajo investigación de la Procuraduría General de la Nación por irregularidades en sus contratos.
En agosto de 2021 destinó $21 mil 832 millones de pesos colombianos para el Pacto Juvenil de la ciudad Manizales.
En 2021 ejecutó Laboratorio de Innovación Pública para instruir informaciones públicas de la Alcaldía de Manizales a los habitantes de Manizales.
En noviembre de 2022 instaló en Manizales el Foro Latinoamericano de Catastro Multipropósito y Desarrollo Sostenible que reunió a varios mandatarios de América del Sur. En 2022 designó a cuatro mujeres para la secretaría de deporte, secretaría de hacienda, secretaría de Mujeres y Equidad de Género, secretaría de la Terminal de Transporte de Manizales.
En 2022 destinó más 1.500 millones de pesos en obras de estabilización en zona urbana y rural de Manizales. En 2022 emitió la Resolución 181 el 3 de octubre de 2022, por la cual se aprueba la legalización urbanística del asentamiento humano nombrado Chachafruto en el municipio de Manizales.
En 2022 destinó $2 mil 800 millones de pesos para la ejecución de la reconstrucción del Parque Faneón, de Manizales. Posteriormente, en ese mismo año destinó 570 millones de pesos colombianos la ejecución de Parque de patinaje Skatepark La Carola, y remodelación de velódromo de la Universidad de Caldas. En 2022 destinó $9.000 millones de pesos colombianos para la remodelación del Coliseo Menor Ramón Marín Vargas de Manizales.
En noviembre de 2022 se cancela el contrato con el Cuerpo de Bomberos Voluntarios de Manizales después de 97 años de servicio de este ente a la ciudad.
En enero de 2023 destinó $720 millones de pesos colombianos para nuevo carrotanque al cuerpo de Bomberos de Manizales, con capacidad de almacenamiento de agua de 2.000 galones.
En febrero de 2023 estableció la Línea 123, sistema de atención de llamadas decretado mediante un convenio interadministrativo firmado entre la Secretaría de Gobierno y People Contact. En ese mismo año la ciudad Manizales reportó 38 días sin homicidios.
En 2023 junto a Secretaría de Obras Públicas destinó más de $5 mil millones de pesos colombianos para la ejecución del plan de mantenimiento de la malla vial en el centro de Manizales.
En 2023 destinó $2.000 millones pesos colombianos para la ejecución de remodelación de 5 canchas sintéticas de Manizales. En abril de 2023 destinó $5 mil 881 millones de pesos colombianos para atender el riesgo de desastres naturales en Manizales.
En 2023 efectuó la edición número 66 de la Feria de Manizales 2023 donde contrató 89 cantantes nacionales e internacionales. En 2023 destinó $5 mil millones y $8.149 millones de pesos colombianos para la ejecución de la reconstrucción del Bulevar de la Calle 48 y 19, ubicado entre el Parque de La Mujer y el SES Hospital de Caldas de Manizales.

## Reconocimientos
Recibió el premio Alcalde Solidario e Incluyente de Colombia 2022 de la fundación Inclusocial por la ejecución del programa social Pacto por los jóvenes como una «iniciativa de fomento del desarrollo socioeconómico de los jóvenes», por parte de la Alcaldía de Manizales . Fue elegido presidente de Asocapitales (Asociación Colombiana de Ciudades Capitales) para el período 2021-2022.
Recibió el premio Premio Mejores Gobernantes 2020-2023, en la categoría gestión pública, por la organización Colombia Líder.
En 2022 fue reconocido por la Agencia Nacional de Seguridad Vial por la ejecución de desarrollar un observatorio de Movilidad.
En 2022, el Ministerio de Salud Pública entregó premio por la ejecución de estrategias para la prevención del consumo de sustancias psicoactivas y alcohol. En ese mismo año el Ministerio de Medio Ambiente, otorgó reconocimiento de calidad ambiental en Manizales.
En 2023 fue reconocido en los premios LATAM Smart City Awards por la reactivación Socioeconómica de Manizales.

## Vida personal
Marín Correa y su actual esposa sentimental Valentina Acevedo Cruz contraen más de ocho años de relación, y se conocieron en un Carnaval de Riosucio.

## Controversias
El alcalde ha sido denunciado por parte de subalternos así como de Organizaciones No Gubernamentales debido a varios casos de corrupción, también ha sido investigado por supuestamente favorecer a su primo hermano en su candidatura al Congreso, incrementar arbitrariamente el salario de varios funcionarios de la Administración Municipal, por sobrecostos en construcción de la PTAR (planta tratadora de aguas residuales) en más de un 30% a partir del contrato original, cuestionado por la venta del lote forestal de Laureles que constituye un pulmón verde para la ciudad, también ha sido denunciado en varias ocasiones por violencia de género y acoso contra funcionarios de su administración y posteriormente contra una periodista, su hermana y su madre en público utilizando un vehículo oficial del Estado y escoltas asignados por la Unidad Nacional de Protección,
Recientemente fue cuestionado por firmar el inicio de relaciones diplomáticas bajo el Convención de Viena con la República Libre de Liberland. l aún cuando la Constitución Política de Colombia únicamente otorga dicha facultad al Congreso de la República y Marín es un mandatario local, aunado al hecho de que Liberland es un país de papel sin reconocimiento internacional.
A finales de 2022 La Procuraduría General de la Nación iniciainvestigación a Marín por participación en política durante un evento oficial con funcionarios de la Administración Municipal
En febrero de 2023 la Contraloría General de la Nación inicia de manera directa investigación por contrataciones de la Alcaldía de Marín superiores a los 1,5 billones de pesos debido a "varias circunstancias que pueden implicar riesgos en la gestión contractual del municipio", en particular se encontró de manera preliminar que "de un total de 17.208 contratos (...) 6.012 fueron otorgados de forma directa, lo que equivale al 39 por ciento del total de la contratación. Esos contratos fueron superiores a los 602 mil millones de pesos" (remarcado del texto original).

## Manifestación de un ciudadano
Marín Correa y su esposa, Valentina Acevedo fueron increpados en casa del alcalde de Manizales por un desconocido que acudió hasta el frente de la casa de Marín Correa por supuestas acusaciones por apoyo a Gustavo Petro, actual presidente de Colombia, por el triunfo en las elecciones presidenciales de Colombia increpando al Alcalde con el término "nos estorba", el ciudadano en ropa deportiva y alterado fue retirado por su esposa como se observa en el vídeo.